# Metridium
A Metridium a virágállatok (Anthozoa) osztályának a tengerirózsák (Actiniaria) rendjébe, ezen belül a Metridiidae családjába tartozó nem.
Családjának a névadó típusneme.

## Rendszerezése
A családba az alábbi 6 nem tartozik:
- Metridium canum Stuckey, 1914
- tengeriszegfű (Metridium dianthus) (Ellis, 1768)
- Metridium exile Hand, 1956
- Metridium farcimen (Brandt, 1835)
- Metridium huanghaiense Pei, 1998
- Metridium sinensis Pei, 1998

- Az alábbi 1 tudományos név nomen dubiumként, azaz „kétséges névként” szerepel:
  - Metridium edulis